# Biserica de lemn din Petriș

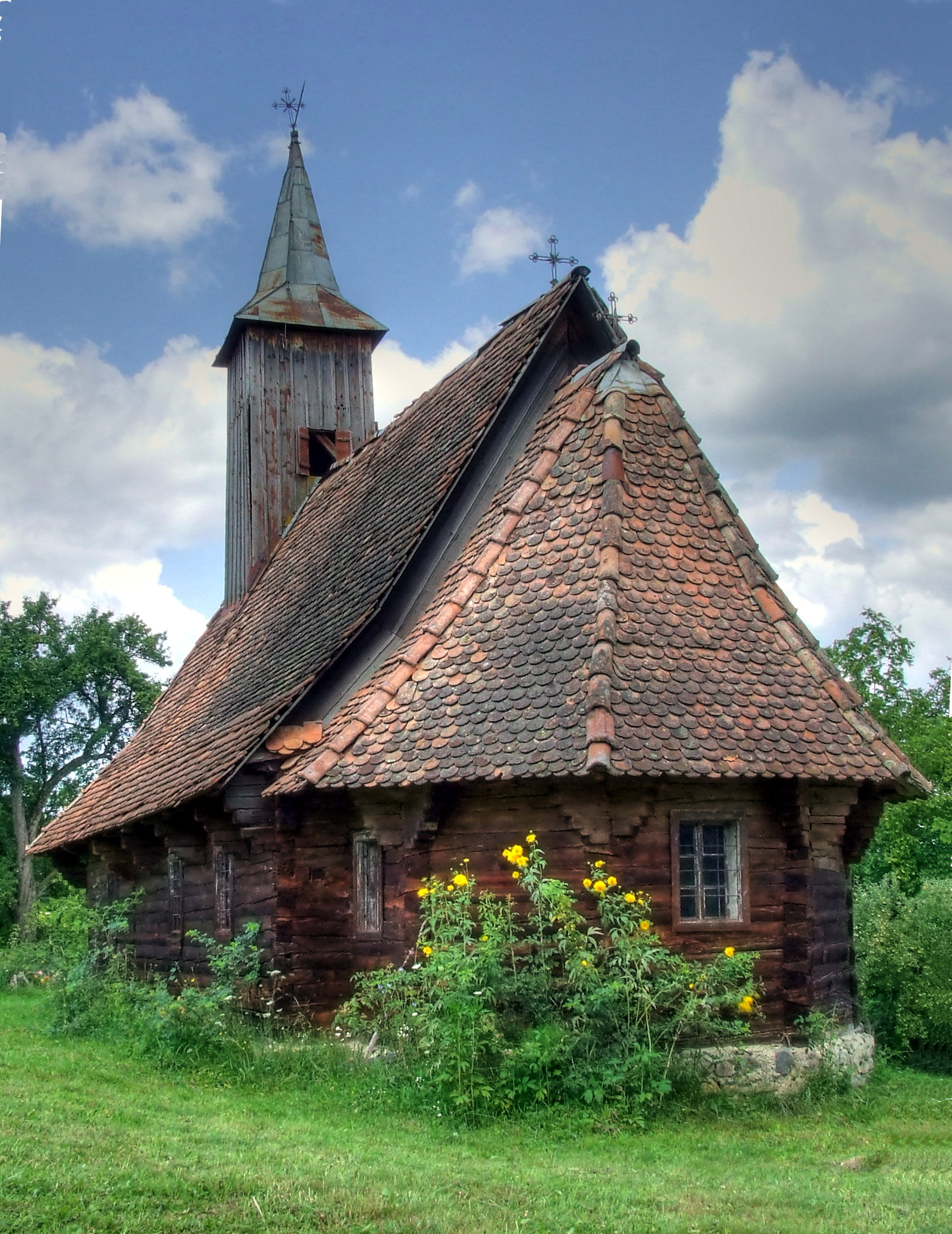
Biserica de lemn din Petriş, județul Bistrița-Năsăud. Vedere sudică. Foto: 2009

Biserica de lemn din Petriş, Bistriţa-Năsăud, județul Bistrița-Năsăud. Intrarea în biserică. Foto: 2009

Biserica de lemn din Petriș este un monument istoric din județul Bistrița-Năsăud, cod LMI BN-II-m-A-01683. A fost edificată, probabil, în anul 1748 și are hramul „Sfântul Prooroc Ilie”.

## Istoric și trăsături
Biserica a fost donată în anul 1900 de locuitorii din Ilva Mare. Reconstrucția ei s-a încheiat în anul 1903. Până atunci, românii din satul Petriș nu au avut biserică. Informații care pot preciza anul construcției apar într-o anchetă din 1761, referitoare la Rodna și Ilva Mare, în care se menționează că „sătenii declară că biserica din sat au clădit-o ei înainte cu 30 de ani, iar cea de pe Ilva Mare înainte cu 12 ani”. 
Biserica are un plan dreptunghiular, cu un pronaos tăvănit și o tribună deschisă spre naos. Naosul este boltit semicilindric și este continuat cu absida altarului decroșată și formată din cinci laturi. Acoperișul, în prezent din țiglă, reia forma inițială și este dispus în trepte în dreptul altarului. Turnul este o construcție mai nouă. Intrarea se află pe latura vestică. La transportul bisericii din Ilva Mare au fost aduse și icoanele și iconostasul. Pe icoana Sfântului Dimitrie s-a păstrat inscripția de donație: „Această sfântă icoană au făcut Ioan Pițu ca să fie lui și feciorilor lui pomenire în veci”. Dreapta jos semnat „Tudor Zugrav”. Dintre cele opt icoane împărătești, cele patru din registrul de jos sunt asemănătoare ca stil. Icoana reprezentând pe Iisus Bunul Păstor are următoarea inscripție de donație: „Să se știe că această sfântă și dumnezeiască icoană a fost plătită Oprea Mustea dimpreună cu soția dumisale Domnița ca să le fie pomenirea în veci”. Dreapta jos semnat „Zugrav Vasilică de la Cătina”. Ușile împărătești au un bogat decor sculptat, în medalioane fiind reprezentați evangheliștii și Buna Vestire. Ele poartă următoarea inscripție: „Doamne întru numele preasfintei Maicii tale sau zidit casa aceasta de acum și până în veac ano 1778”. Probabil că la reconstrucția bisericii inscripția a fost repictată, anul fiind modificat din 1748 în 1778.